# Деле Али
Бамидели Џермејн "Деле" Али (енгл. Bamidele Jermaine "Dele" Alli; Милтон Кинс, 11. април 1996) је енглески фудбалер.
Са 11 година прикључио се младом погону МК Донса, где се изборио за први тим пет година у сезони 2012/13. У следећих две и по године забележио је 88 званичних наступа и постигао 24 гола за тај тим. У фебруару 2015. прелази у Тотенхем за 5 милиона фунти, са тим да остаје на позајмици у Донсу остатак те сезоне. У својој првој сезони у Тотенхему осваја награду за најбољег младог играча у Енглеској, а исту награду осваја и следеће године.
Играо је за репрезентативне селекције Енглеске до 17,18 и 19 година. За сениорску селекцију дебитовао је 2015, а био је и члан тима који је представљао Енглеску на Европском првенству 2016.